# Партнерство заради миру

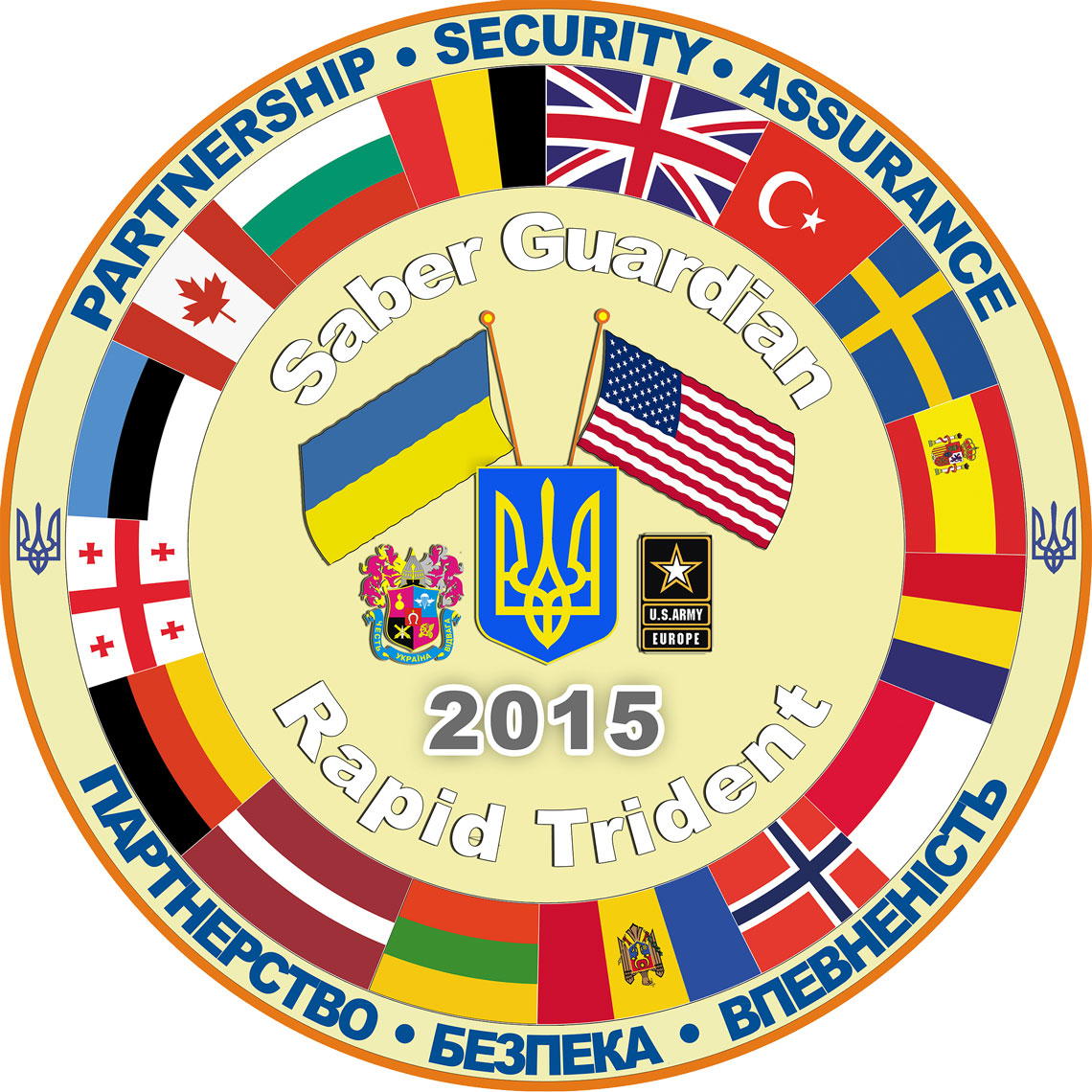
"Швидкий тризуб", емблема («ПЗМ»)

«Партне́рство зара́ди ми́ру» або «ПЗМ» (англ. Partnership for Peace) — створена у 1994 році програма військової співпраці НАТО з 19 європейськими державами та колишніми республіками СРСР з Центральної Азії, які не є членами альянсу. Україна бере активну участь у програмі «Партнерство заради миру», у межах якої українські військові були залучені до кількох десятків спільних з країнами-членами та партнерами НАТО миротворчих навчань як на території країни, так і за кордоном.

## Загальна інформація
Спеціальна програма НАТО, ухвалена країнами-членами альянсу в Брюсселі 10–11 січня 1994.
Головною метою ПЗМ є сприяння відкритості процесів національного планування та формування військових доктрин, військових статей бюджетів, забезпечення демократичного контролю над збройними силами, підтримання їх здатності та готовності брати участь у міжнародних миротворчих операціях під егідою ООН та ОБСЄ, враховуючи положення національних конституцій.
Програма передбачає розвиток співробітництва з НАТО для здійснення спільного планування, військової підготовки та навчань, формування у перспективі таких збройних сил, які спроможні краще взаємодіяти з партнерами відповідно до стандартів НАТО. Північноатлантичний альянс формально зобов'язався консультуватись із будь-яким партнером з ПЗМ, якщо цей партнер відчуватиме пряму загрозу своїй територіальній цілісності, політичній незалежності або безпеці.
Учасниками ПЗМ є понад 50 держав, включно з Росією (до 2014 року, після незаконної та нелегітимної анексії Криму Росією), нейтральними Австрією, Швецією, Швейцарією. Україна приєдналася до ПЗМ у лютому 1994. Вона бере участь у всіх заходах, передбачених індивідуальною програмою партнерства.
Впродовж 1990-х на Яворівському полігоні відбувалися навчання «Козацький степ». З 1997 на чорноморському узбережжі України проводяться навчання «Сі Бриз» («Морський вітер»). 1997 відповідно до мадридської «Хартії про спеціальне партнерство між Україною та НАТО» започатковано роботу консультативного комітету Україна–НАТО. З 1998 працює спільна робоча група України та НАТО з проведення військової реформи. Від липня 2000 українсько-польський миротворчий батальйон бере участь у миротворчій операції на території Косово.
Розширення НАТО на Схід Європи внесло корективи у тактику реалізації ПЗМ.
У листопаді 2002 запроваджено практику індивідуальних програм співробітництва країн-партнерів з НАТО. 2005—2008 в Україні діяла програма перепідготовки фахівців з військових до цивільних спеціальностей в рамках конверсії та скорочення збройних сил, фінансувалася програма знищення в Україні надлишкових боєприпасів та хімічної зброї колишнього СРСР.
У лютому 2006 НАТО розпочало діалог з партнерами щодо енергетичної безпеки. Україна також встановила зв'язки з європейським центром НАТО з координації реагування на катастрофи. В жовтні 2006 Україна підписала з НАТО угоду про транзит військових вантажів до Афганістану з використанням української військово-транспортної авіації.
Починаючи з березня 2007 Україна бере участь в антитерористичній операції НАТО «Активні зусилля» в Середземномор'ї. У квітні 2008 на бухарестському саміті НАТО вона не отримала програму підготовки до членства в НАТО. Але за Україною та Грузією було визнано право вступити до НАТО, якщо до цього будуть готові вони та країни-члени альянсу. У серпні 2008 було підписано «Декларацію про доповнення до Хартії про особливе партнерство між НАТО і Україною», де зафіксовано це положення.
Упродовж 2009—2010, зважаючи на активні дискусії в українському суспільстві щодо стратегії і тактики забезпечення національної безпеки, склалися проблеми з проведенням щорічних військових навчань у рамках ПЗМ Практику проведення спільних навчань із країнами НАТО було відновлено у 2011.
У липні 2012 на чорноморському узбережжі України відбувалися чергові навчання «Сі Бриз». Їх основна тема — міжнародні операції з безпеки на морі. Головною адресою цих навчань є протидія сомалійським піратам, від дій яких постраждали вже чимало українських цивільних моряків. Одночасно на Яворівському полігоні (Львівська обл.) проводилися маневри «Репід Трайдент-2012» за участі України, США, Австрії, Азербайджану, Болгарії, Грузії, Канади, Молдови, Македонії, Польщі, Румунії, Сербії, ФРН, Норвегії і Швеції. Відпрацьовувалося виконання завдань у складі багатонаціональних сил під час наступу та оборони, а також завдань з підтримки миру і допоміжних дій у міжнародних миротворчих операціях.